# کلیمت ۱۶۴۴۵
سیارک ۱۶۴۴۵ (به انگلیسی: 16445 Klimt، نامگذاری:1989GN3) شانزده هزار و چهارصد و چهل و پنجمین سیارک کشف شده‌است که در ۳ آوریل ۱۹۸۹ کشف شد.
قدر مطلق سیارک برابر ۳۷.۱ است.